# Clarisse Brèche
Pour les articles homonymes, voir Brèche.
Clarisse Brèche, née le 29 août 2001 à Albertville, est une  skieuse alpine française.

## Biographie
Elle est la fille d'Eric Brèche (président du Syndicat national des moniteurs du ski français (SNMSF) et ancien sauteur à ski de l'équipe de France) et de Sylvie Contamine (ancienne skieuse de l'équipe de France).

### Débuts
En 2014 elle devient championne de France U14 (moins de 14 ans) de slalom géant de combi-saut à Courchevel.
En 2016 elle est championne de France U16 (moins de 16 ans) de slalom géant et de super G à Font-Romeu et l'année suivante elle est à nouveau championne de France U16 de super G (aux Orres).
En février 2018, elle dispute sa première épreuve de Coupe d'Europe dans le slalom de Bad Wiessee. 
Elle intègre l'équipe de France Juniors à partir de la saison 2018-2019. En mars 2019, elle devient championne de France U18 (moins de 18 ans) de slalom géant à Méribel.
Ç'est en décembre 2019 qu'elle marque ses premiers points en Coupe d'Europe en prenant la 17e place du slalom parallèle de Kronplatz.
Elle fait ses débuts en Coupe du monde dans les deux slaloms de Courchevel en décembre 2020.

### Saison 2021-2022
Elle accède à l'équipe de France B à partir de la saison 2021-2022. En février 2022, elle dispute les championnats du monde Juniors (U21) à Panorama (en). Elle y obtient notamment la 12e place du slalom après avoir remporté la seconde manche. En mars elle réussit d'excellents championnats de France à Auron. Elle devient vice-championne de France Elite du combiné (derrière Romane Miradoli)
. Elle est aussi championne de France U21 (moins de 21 ans) du combiné, et vice-championne U21 de super G et de slalom géant.

### Saison 2022-2023
Elle effectue un très bon début de saison 2022-2023 en décrochant fin novembre son premier podium de Coupe d'Europe où elle prend la 3e place du slalom géant de Mayrhofen. Elle enchaine avec 2 tops-10 (7e du slalom de Mayrhofen et 9e du géant de Zinal). Elle obtient en décembre sa première qualification pour un slalom de Coupe du monde slalom dans l'épreuve de Sestrières, où elle marque ses premiers points en prenant une remarquable 20e place,. Le 8 janvier, sur le second géant de coupe du monde de Kranjska Gora, elle se blesse en heurtant le haut d'un piquet, et subit une triple fracture au visage. Deux mois plus tard, de retour à la compétition, un nouveau coup dur l'attend lors du slalom de Suomu avec une rupture du ligament croisé du genou gauche.

### Saison 2023-2024
De retour de blessure, le 21 décembre 2023, malgré un dossard très élevé (69), elle arrache sa  qualification pour la seconde manche du slalom nocturne de coupe du monde de Courchevel. Elle termine à la 21e place et marque ainsi pour la seconde fois des points en coupe du monde. En janvier, elle marque à nouveau par deux foix des points en coupe du monde, à Kranjska Gora et à Jasna. En coupe d'Europe, elle décroche un second podium, son premier en slalom, avec une 3e place dans l'épreuve de Zell am See le 13 janvier. Début avril à Megève, elle est prend la 5e place des championnats de France de slalom.

### Saison 2024-2025
Elle commence sa saison de coupe du monde en obtenant son meilleur résultat et premier top-15 slalom  avec une 12e place dans le slalom de Lévi. Fin novembre, elle marque ses premiers points en coupe du monde de géant, en se classant 16e de l'épreuve de Killington. Elle dispute aussi 4 slaloms de coupe d'Europe qu'elle termine tous dans le top-7. Le 14 janvier elle obtient un nouveau top-15 en coupe du monde avec une 14e place dans le slalom de Flachau,. En février, elle dispute ses premiers championnats du monde à Saalbach. Elle y prend la 20e place du combiné par équipe (elle forme l'équipe de France 3 avec Karen Clément). Malheureusement sur le slalom géant, elle se blesse à nouveau, avec une rupture des ligaments croisés du genou droit, qui met fin à sa saison. Elle termine cette année incomplète avec la 24e place de la coupe du monde de slalom, en ayant marqué 6 fois des points dans cette spécialité et obtenu 2 tops-15.

## Palmarès[18],[19]

### Championnats du monde
| Édition / Epreuve      | Slalom géant | Combiné par équipe |
| Mondiaux 2025 Saalbach | Abandon      | 20e                |

### Coupe du monde
- 28 épreuves de Coupe du monde disputées (à fin mars 2024)

- Meilleur classement général : 64e en 2025 avec  80 points.
- Meilleur classement de slalom : 24e en 2025 avec 65 points.
- Meilleur classement de slalom géant : 44e en 2025 avec 15 points.

- 11 tops-30 dont 2 tops-15
- Meilleur résultat sur une épreuve de coupe du monde de slalom : 12e en décembre 2024 à Levi
- Meilleur résultat sur une épreuve de coupe du monde de slalom géant : 16e en novmbre 2024 à Killington

#### Classements
| Saison / Épreuve | Saison / Épreuve | Général | Général | Descente | Descente | Super G | Super G | Géant  | Géant  | Slalom | Slalom | Combiné | Combiné |
| ---------------- | ---------------- | ------- | ------- | -------- | -------- | ------- | ------- | ------ | ------ | ------ | ------ | ------- | ------- |
| Saison / Épreuve | Saison / Épreuve | Class.  | Points  | Class.   | Points   | Class.  | Points  | Class. | Points | Class. | Points | Class.  | Points  |
| 2022-2023        | 2022-2023        | 107e    | 11      | -        | -        | -       | -       | -      | -      | 47e    | 11     | -       | -       |
| 2023-2024        | 2023-2024        | 101e    | 21      | -        | -        | -       | -       | -      | -      | 47e    | 21     | -       | -       |
| 2024-2025        | 2024-2025        | 64e     | 80      | -        | -        | -       | -       | 44e    | 15     | 24e    | 64     | -       | -       |

### Championnats du monde juniors
| Épreuve / Édition           | Super G | Slalom géant | Slalom | Combiné | Team event |
| Mondiaux 2022 Panorama (en) | 20e     | 23e          | 12e    | Abandon | 10e        |

### Coupe d'Europe
66 épreuves disputées (à fin mars 2025)
12 tops-10 dont 2 podiums:
- 3e au slalom géant de Mayrhofen le 28 novembre 2022
- 3e au slalom de Zell am See le 13 janvier 2024

#### Classements
| Saison / Épreuve | Saison / Épreuve | Général | Général | Descente | Descente | Super G | Super G | Géant  | Géant  | Slalom | Slalom | Combiné | Combiné |
| ---------------- | ---------------- | ------- | ------- | -------- | -------- | ------- | ------- | ------ | ------ | ------ | ------ | ------- | ------- |
| Saison / Épreuve | Saison / Épreuve | Class.  | Points  | Class.   | Points   | Class.  | Points  | Class. | Points | Class. | Points | Class.  | Points  |
| 2019-2020        | 2019-2020        | 160e    | 8       | -        | -        | -       | -       | -      | -      | 69e    | 8      | -       | -       |
| 2020-2021        | 2020-2021        | 145e    | 13      | -        | -        | -       | -       | -      | -      | 62e    | 13     | -       | -       |
| 2021-2022        | 2021-2022        | 161e    | 12      | -        | -        | -       | -       | 83e    | 1      | 64e    | 11     | -       | -       |
| 2022-2023        | 2022-2023        | 29e     | 276     | -        | -        | 46e     | 25      | 18e    | 149    | 23e    | 102    | -       | -       |
| 2023-2024        | 2023-2024        | 35e     | 227     | -        | -        | -       | -       | 39e    | 35     | 15e    | 192    | -       | -       |
| 2024-2025        | 2024-2025        | 49e     | 166     | -        | -        | -       | -       | 32e    | 76     | 25e    | 90     | -       | -       |

### Championnats de France

#### Élite
| Édition / Epreuve                                        | Descente | Super-G | Slalom géant | Slalom  | Super combiné | Parallèle |
| -------------------------------------------------------- | -------- | ------- | ------------ | ------- | ------------- | --------- |
| Championnats 2019 Auron                                  | -        | 12e     | Abandon      | 13e     | -             |           |
| Championnats 2021 Châtel / Saint-Jean-d'Aulps / Les Gets | -        | 14e     | 8e           | 9e      | 9e            | -         |
| Championnats 2022 Auron                                  | -        | 9e      | 8e           | Abandon | Argent        | 5e        |
| Championnats 2024 Megève                                 | -        |         | 10e          | 5e      | -             | -         |

#### Jeunes
7 titres de Championne de France

##### U21 (moins de21 ans)
2022 à Auron :
- Championne de France du combiné
- Vice-championne de France de slalom géant (derrière Alizée Dahon) et de super G

##### U18 (moins de18 ans)
2019 à Méribel:
- Championne de France de super G
- Vice-championne de France de slalom géant

##### U16 (moins de16 ans)
2017 aux Orres:
- Championne de France de super G
- Vice-championne de France de slalom géant
- 3e du slalom

2016 à Font-Romeu:
- Championne de France de super G et de slalom géant
- Vice-championne de France de slalom

##### U14 (moins de14 ans)
2014 à Courchevel : 
- Championne de France de slalom géant et de combi-saut